# Armand de Fluvià i Vendrell
|  | No s'ha de confondre amb Armand de Fluvià i Escorsa. |

Armand de Fluvià i Vendrell (Barcelona, 24 d'agost de 1901 - Barcelona, 31 de desembre de 1967) fou un músic pianista i compositor català.

## Biografia
Va néixer al carrer Gran de Gràcia, fill de Pius de Fluvià i Borràs, natural de Granollers, i de Dolors Vendrell i Soler, natural de Sentmenat.
Va treballar arreu de Catalunya amb el Trio Fluvià. És autor de cançons sobre textos de poetes catalans. El seu fill Armand de Fluvià i Escorsa és un conegut genealogista i heraldista català.
Part del seu fons personal es conserva a l'Arxiu Fotogràfic de Barcelona. El fons aplega fotografies d'excursions i viatges pel territori català. Es troben també vistes d'indrets de la ciutat i d'altres poblacions catalanes, algunes en format targeta postal.
Es va casar amb Maria Escorsa i Benages.
El fons personal d'Armand de Fluvià i Vendrell es conserva a la Biblioteca de Catalunya, i inclou una col·lecció de partitures de Manuel de Fluvià.